# Љубавна игра
Љубавна игра је други албум певачице Весне Вукелић Венди из 1995. За песму Кад кажеш да ме волиш снимљен је спот у ком се појавио познати денсер Баки Б3, а читав пројекат пратила је афера око наводне љубавне романсе између Весне и Бакија која никада није потврђена. На албуму нашло се 7 песама.
| Бр. | Песма                        |
| --- | ---------------------------- |
| 1   | Ци, ци ципелица              |
| 2   | Кажеш да ме волиш            |
| 3   | Љубавна игра                 |
| 4   | Моје усне опиле те           |
| 5   | Само тако                    |
| 6   | Само тако (инструментал)     |
| 7   | Стани мало охлади се         |
| 8   | Тражили смо дуго једно друго |